# Lactantius
Lucius Caecilius Firmianus Lactantius vagy röviden csak Lactantius (kb. 250 – kb. 325) ókori keresztény szónok, teológus, apologéta, író. Legismertebb művében, A keresztényüldözők halálában részletesen beszámol a Diocletianus alatt végbemenő keresztényüldözésről. Keresztény Cicerónak is nevezték.

## Élete
Kr. u. 250 körül született. Idősebb Arnobius tanítványa volt, majd Diocletianus Nicomediába hívta, hogy latin szónoklattant tanítson. Valószínűleg a 303-ban kezdődő keresztényüldözés megfosztotta jövedelemforrásai jó részétől, mivel maga is keresztény volt, Szent Jeromos szerint ugyanis nagy szegénységben élt. Az üldöztetés évei alatt írt, és a keresztény tanítást fejtegető munkái ("De opificio Dei" – Isten művéről, illetve a Divinae institutiones – Isteni tanítások) miatt Constantinus 316-ban Trierbe hívatta, hogy legyen fiának, Crispusnak a nevelője. Életének további részéről nem rendelkezünk megbízható információval. Utolsó művének szerkesztetlen voltából arra következtethetünk, hogy 325 körül halhatott meg.

## Fennmaradt művei
- De opificio Dei – Isten műve (304 vagy 305)
- Divinae institutiones – Isteni tanítások (305–313 között)
- Epitome – Az Isteni tanítások kivonata
- De mortibus persecutorum – A keresztényüldözők halála (316–317 körül)
- De ira Dei – Isten haragja (324 körül)
- De ave Phoenice – Főnixmadár (költemény)

## Főbb tantételei
Isten műve című alkotása a keresztény antropológia szempontjából kiemelkedő. Isten célszerűen alkotta meg az embert: az emberi test minden egyes szervének, illetve az egyes szervek elrendezésének is oka van. A test célja a lélek szolgálata, mely Istenre törekszik.
A keresztényüldözők halála című művében arról számol be, hogy a keresztények milyen üldöztetésnek voltak kitéve Diocletianus alatt – az üldözőket azonban utolérte az isteni bosszú. Az írás műfaja vitatott: egyesek történeti munkaként, mások politikai pamfletként tekintenek rá. Az előbbi álláspontot erősíti, hogy pontosan számol be egyes politikai eseményekről, illetve pontosan idéz dokumentumokat (pl. milánói edictum). A pamfletjelleg mellett szól viszont, hogy a keresztényüldöző császárok kapcsán használt jellemzések (született kegyetlenség, isteni és emberi törvények megvetése, iszonyú kínhalállal való lakolás) visszaköszönnek más, kifejezetten pamflet jelleggel írt római munkákban. A rossz császárok tetteinek bemutatásával Lactantius kiemeli a keresztény császárok jó tulajdonságait, akik Istenfélelmük miatt elnyerik Krisztustól a győzelmet.
Az Isten haragja című művében egy teológiai vitában foglal állást, nevezetesen abban, hogy az istenség mozdulatlan-e. Az ókori görög filozófusok közül elsősorban az epikureusok, valamint Kolophóni Xenophanész azt vallották, hogy a tökéletes létezővel összeegyeztethetetlen mindenféle hely, vagy helyzetváltozás. A sztoikusok ezzel szemben jóságot tulajdonítanak ugyan az istenségnek, de tagadták az istei harag létezését. Lactantius mindkét felfogást elutasítja, mondván:
Milyen boldogság létezhet Istenben, ha mozdulatlan nyugalomban tesped szüntelenül, ha süket a könyörgők szavára, ha vak tisztelőinek áldozatára? Mi más lehet Istenhez annyira méltó, őt annyira megillető, mint a gondviselés? Ha viszont semmivel sem törődik, semmiről sem gondoskodik, elveszíti minden Istenségét
A Biblia mellett a Sybilla-jóslatokra is hivatkozva a mellett foglal állást, hogy Isten, mint jóságos atya haragszik a teremtményeire, hogy azokat ezzel félelemre késztesse és így végső soron az üdvözülés felé hajtsa.
Az istentől való félelem... az egyetlen olyan eszköz, amely megvédi az emberi társadalmat, mely fenntartja és gyámolítja magát az életet is. Ez a félelem azonban megszűnik, ha az emberek arra a meggyőződésre jutnak, hogy Isten mentes a haragtól. Hogy Isten haragra gerjed és neheztel a jogtalanság miatt, annak elfogadását nemcsak a közérdek, hanem maga a józan ész és az igazság ajánlja nekünk... Lenne-e az embernél durvább, kegyetlenebb élőlény, ha a felső lénytől való félelmet elvetve a törvények erejét kijátszhatná és semmibe vehetné?
Az isteni tanítások című művének első részében a hamis isteneket támadja, a második részében viszont a keresztény tanítást igyekszik kifejteni. E művének szerkezete a következő:
- 1. könyv: A hamis vallásról
- 2. könyv: A tévedés eredetéről
- 3. könyv: A hamis bölcsességről
- 4. könyv: Az igaz bölcsességről és vallásról
- 5. könyv: Az igazságosságról
- 6. könyv: Az igazi Istentisztelet
- 7. könyv: A boldog életről

## Utóélete
Lactantius Vergilius 4. eklogájában keresztény tanításokra való utalást látott, s ezzel hozzájárult ahhoz, hogy Vergilius nagy tekintélynek örvendhetett a keresztény középkorban. Antropológiai felfogása lehetővé tette hogy a reneszánsz felismerje az emberi test értékét, a testnek a keresztény misztika által túlhangsúlyozott tökéletlen és bűnös mivoltával szemben. A reneszánsz idején legismertebb szövegkiadója Arnold Pannartz volt.

## Magyarul megjelent művei
- Az egyház harczai és győzelmei. Firmianus Lactanitus nyomán; ford. az Esztergomi Papnevelde Magyar Egyházirodalmi iskolája; Horák Ny., Esztergom, 1874
- Az isteni gondviselésről; ford., jegyz., utószó Adamik Tamás; Helikon, Bp., 1985 (Prométheusz könyvek) ISBN 963-207-788-1, 210 p.
- Isteni tanítások. Divinae institutiones, ford. Dér Katalin; Kairosz, Bp., 2012 (Catena. Fordítások) ISBN 9789636625412, 633 p.

## Művei online
- Lactantius a hamis vallásról. Ford.: Kendeffy Gábor.

## Külső hivatkozások
- Magyar katolikus lexikon I–XVII. Főszerk. Diós István; szerk. Viczián János. Budapest: Szent István Társulat. 1993–2014.  ISBN 963-361-626-3  Lactantius
- Lactantius. In  A Pallas nagy lexikona. Szerk. Bokor József. Budapest: Arcanum – FolioNET. 1998.  ISBN 963 85923 2 X

- Ókori lexikon I–II. Szerk. Pecz Vilmos. Budapest: Franklin Társulat. 1902–1904.   Lactantius